# Original Six

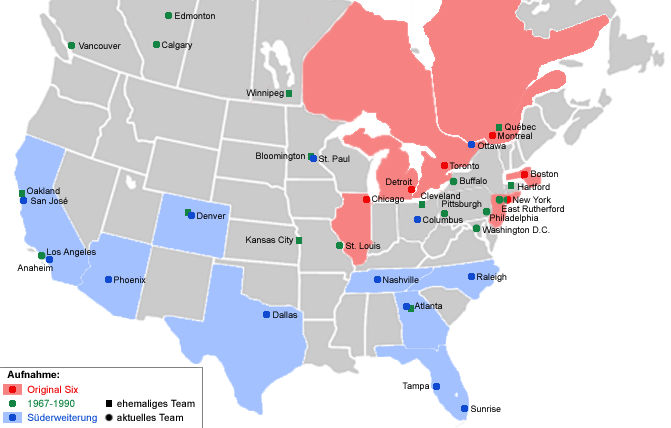
Spielorte der Original Six sowie der übrigen NHL-Teams

Die Original Six bezeichnen die sechs der derzeit 32 Eishockey-Franchises der National Hockey League (NHL), die seit der Erlangung des Exklusivrechts über die Ausspielung des Stanley Cups in ihr vertreten sind. Die Bezeichnung ist irreführend, da sie suggeriert, dass die Teams Gründungsmitglieder der seit 1917 existierenden NHL seien. Der Begriff entstand, weil die Six von 1942 bis 1967 – in der „Goldenen Ära“ der NHL – das gesamte Teilnehmerfeld der Liga ausmachten. Diese Phase der NHL-Geschichte ist jedoch wirtschaftlich und sportlich teilweise sehr umstritten.

## Franchises

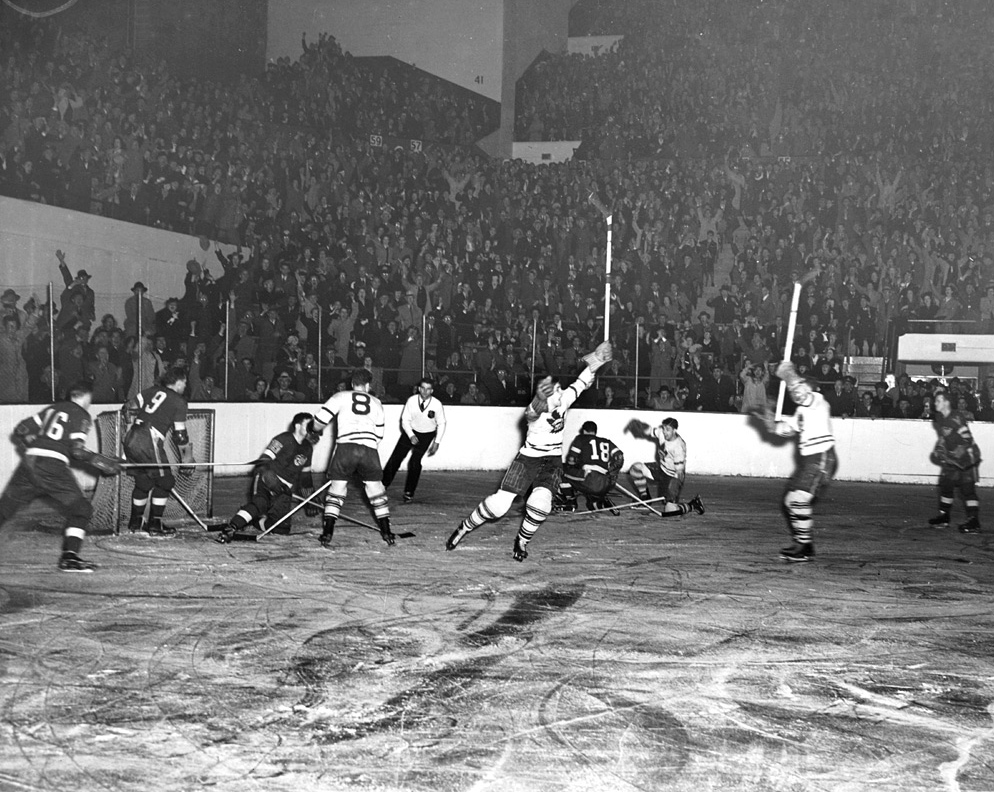
Partie der Maple Leafs gegen die Red Wings um den Stanley Cup im Jahr 1942

| Franchisename         | Land               | Gründung      | Stanley-Cup- Siege | Erster Finalsieg | Letzter Finalsieg | Finalnieder- lagen | Letzte Final- teilnahme |
| --------------------- | ------------------ | ------------- | ------------------ | ---------------- | ----------------- | ------------------ | ----------------------- |
| Boston Bruins         | Vereinigte Staaten | 1. Nov. 1924  | 6                  | 1929             | 2011              | 14                 | 2019                    |
| Chicago Blackhawks    | Vereinigte Staaten | 25. Sep. 1926 | 6                  | 1934             | 2015              | 7                  | 2015                    |
| Detroit Red Wings     | Vereinigte Staaten | 25. Sep. 1926 | 11                 | 1936             | 2008              | 13                 | 2009                    |
| Canadiens de Montréal | Kanada             | 4. Dez. 1909  | 24                 | 1916             | 1993              | 9                  | 2021                    |
| New York Rangers      | Vereinigte Staaten | 15. Mai 1926  | 4                  | 1928             | 1994              | 7                  | 2014                    |
| Toronto Maple Leafs   | Kanada             | 1917          | 13                 | 1918             | 1967              | 8                  | 1967                    |